# Calosoma affine
Calosoma affine är en skalbaggsart som beskrevs av Maximilien de Chaudoir. Calosoma affine ingår i släktet Calosoma och familjen jordlöpare. Inga underarter finns listade i Catalogue of Life.